# Cerianthus roulei
Cerianthus roulei är en korallart som beskrevs av Oscar Henrik Carlgren 1912. Cerianthus roulei ingår i släktet Cerianthus och familjen Cerianthidae. Inga underarter finns listade i Catalogue of Life.